# Coupe du Danemark de football 2018-2019
Navigation
Édition précédente Édition suivante
La coupe du Danemark de football 2018-2019 est la 65e édition de la coupe du Danemark de football, organisée par la Fédération danoise de football. Elle prend place du 7 août 2018 au 17 mai 2019. Elle voit FC Midtjylland remporter la compétition pour la première fois de son histoire.

## Format
88 équipes participent au premier tour, venant de tous les niveaux de compétition, et séparés en deux groupes. Six équipes supplémentaires se joindront au deuxième tour, tandis que les six meilleures équipes de la Superliga danoise 2017-2018 entreront au troisième tour.

### Quarts de finale
| Date et lieu                      | Équipe 1           | Score                  | Équipe 2            | Affluence |
| --------------------------------- | ------------------ | ---------------------- | ------------------- | --------- |
| 27 février 2019 Blue Water Arena  | (D1) Odense BK     | 2 - 2 3 - 2 (t. a. b.) | (D1) Esbjerg fB     | 4,310     |
| 28 février 2019 Hjørring Stadion  | Vendsyssel FF (D1) | 0 - 2                  | (D1) Brøndby IF     | 2,335     |
| 13 mars 2019 Cepheus Park Randers | Kolding IF (D3)    | 1-2                    | (D1) FC Midtjylland | 6,100     |
| 14 mars 2019 Næstved Stadium (en) | Næstved BK (D2)    | 1 - 3                  | (D1) Aalborg BK     | 2,214     |

### Demi-finales
| Date et lieu                 | Équipe 1            | Score | Équipe 2        | Affluence |
| ---------------------------- | ------------------- | ----- | --------------- | --------- |
| 3 avril 2019 MCH Arena       | FC Midtjylland (D1) | 4 - 0 | (D1) Odense BK  | 7,549     |
| 4 avril 2019 Brøndby Stadion | Brøndby IF (D1)     | 1 - 0 | (D1) Aalborg BK | 13,361    |

### Finale
| Date et lieu                          | Équipe 1            | Score                  | Équipe 2        | Affluence |
| ------------------------------------- | ------------------- | ---------------------- | --------------- | --------- |
| 17 mai 2019 Parken Stadium (Danemark) | FC Midtjylland (D1) | 1 - 1 4 - 3 (t. a. b.) | (D1) Brøndby IF | 31, 430   |